# Yalennis Castillo
Yalennis Castillo Ramírez (La Melba, 21 mei 1986) is een Cubaans judoka, die haar vaderland vertegenwoordigde bij de Olympische Spelen in 2008 (Peking). Daar won ze een zilveren medaille in de klasse tot 78 kilogram. In de finale werd ze verslagen door de Chinese Yang Xiuli. In 2016 (Rio de Janeiro) was zij in de tweede ronde verantwoordelijk voor de uitschakeling van de Nederlandse Marhinde Verkerk.

## Erelijst

### Olympische Spelen
- 2008 – Peking, China (– 78 kg)

### Pan-Amerikaanse Spelen
- 2011 – Guadalajara, Mexico (– 78 kg)
- 2015 – Mississauga, Canada (– 78 kg)

### Pan-Amerikaanse kampioenschappen
- 2004 – Isla Margarita, Venezuela (– 78 kg)
- 2004 – Isla Margarita, Venezuela (Open klasse)
- 2006 – Buenos Aires, Argentinië (– 70 kg)
- 2008 – Miami, Verenigde Staten (– 78 kg)
- 2010 – San Salvador, El Salvador (– 78 kg)
- 2011 – Guadalajara, Mexico (– 78 kg)
- 2012 – Montreal, Canada (– 78 kg)
- 2014 – Guayaquil, Ecuador (– 78 kg)
- 2015 – Edmonton, Canada (– 78 kg)
- 2016 – Havana, Cuba (– 78 kg)